# Публічний звіт керівника органу виконавчої влади
Публічний звіт керівника органу виконавчої влади – офіційний виступ керівника органу виконавчої влади, що проводиться щорічно, про підсумки діяльності відповідного державного органу за попередній рік. 
Мета публічного звіту – належне інформування громадськості про підсумки діяльності, забезпечення належної прозорості та підзвітності відповідного органу виконавчої влади.

## Строки підготовки та оприлюднення публічного звіту
1. Публічний звіт про підсумки діяльності за попередній рік органи виконавчої влади готують щороку до 25 лютого.
2. Інформація про проведення публічного звіту розміщується не пізніш як за тиждень до його проведення на офіційному вебсайті відповідного органу виконавчої влади та вебсайті «Громадянське суспільство і влада». Зазначена інформація обов’язково містить регламент проведення публічного звіту, час, дату та місце проведення, відомості про відповідальний структурний підрозділ із зазначенням відповідальної особи та контактну інформацію.
3. Публічний звіт проводиться у формі офіційного виступу керівника органу виконавчої влади не пізніше ніж через 15 календарних днів з дня його оприлюднення на офіційному вебсайті відповідного органу виконавчої влади та вебсайті «Громадянське суспільство і влада». Публічний звіт проводиться із запрошенням представників громадських рад, громадських об’єднань, організацій роботодавців, професійних спілок, некомерційних організацій, експертів відповідних галузей і засобів масової інформації.  Регламент публічного звіту передбачає можливість виникнення запитань від присутніх представників громадських рад, громадських об’єднань, організацій роботодавців, професійних спілок, некомерційних організацій, експертів відповідних галузей і засобів масової інформації.
4. Тексти звітів розміщуються на офіційному вебсайті відповідного органу виконавчої влади та у розділі «Публічні звіти органів виконавчої влади» вебсайту «Громадянське суспільство і влада».
5. Після офіційного виступу керівника органу виконавчої влади із публічним звітом інформація про його проведення розміщується на офіційному вебсайті відповідного органу виконавчої влади та в засобах масової інформації.

## Типова структура публічного звіту
Затверджена Наказом Національного агентства України з питань державної служби від 20.12.2016  № 277, що поширюється на керівників усіх органів виконавчої влади, крім міністрів та включає наступні позиції :
1. Інформація про результати роботи органу виконавчої влади (завдання та заходи органу виконавчої влади, їх виконання). Визначаються заходи, які було здійснено, та завдання, які було виконано органом виконавчої влади для досягнення стратегічних цілей.
2. Аналіз діяльності органу виконавчої влади (досягнення результатів завдань та заходів). Зазначаються результати, яких було досягнуто у сфері виконання поставлених завдань та заходів.
3. Використання коштів державного бюджету. Наводиться співвідношення бюджету поточного року з фактичними витратами попереднього року, а також здійснюється аналіз ефективності використаних коштів та порівняння з попереднім звітним періодом. Бюджетним кодексом України встановлено, що головні розпорядники коштів державного бюджету оприлюднюють шляхом розміщення на своїх офіційних сайтах звіти про виконання паспортів бюджетних програм за звітний бюджетний період, у триденний строк після подання таких звітів до Міністерства фінансів України. [3] Вимоги та форми публічного представлення головними розпорядниками коштів державного бюджету інформації про бюджет затверджено Міністерством фінансів України [4]
4. Організаційна інформація. Зазначаються структура органу виконавчої влади, зміни у структурі органу виконавчої влади (якщо такі відбувалися за звітний період), кількість та основні характеристики роботи територіальних органів, підприємств, установ та організацій, що належать до сфери управління органу виконавчої влади.
5. Інша інформація в межах компетенції органу виконавчої влади, що може бути винесена на публічне обговорення.